# Provinciale weg 689
De Provinciale weg 689 (N689) is de provinciale weg van Terhole naar Perkpolder in de Nederlandse provincie Zeeland. Tot 2007 was de weg eigendom van het Rijk en onderdeel van de N60 die van Kruiningen via het veer naar Perkpolder en Hulst naar de Belgische grens verliep.
Door de opening van de Westerscheldetunnel is het veer opgeheven en vervulde de weg geen doorgaande functie meer. Daarom werd besloten de weg over te dragen aan de provincie Zeeland.
De weg is uitgevoerd als gebiedsontsluitingsweg waar een maximumsnelheid van 80 km/h van kracht is. Tussen Terhole en Kloosterzande heet de weg Hulsterweg, elders Rijksweg 60 (officiële straatnaam ondanks de hernummering).
N62 · N69 · N251 · N252 · N253 · N254 · N255 · N256/A256 · N257 · N258 · N260 · N261 · N262 · N263 · N264 · N266 · N267 · N268 · N269 · N270/A270 · N271 · N272 · N273 · N274 · N275 · N276 · N277 · N278 · N279 · N280 · N281 · N282 · N283 · N284 · N285 · N286 · N287 · N288 · N289 · N290 · N291 · N292 · N293 · N294 · N295 · N296 · N296n · N297 · N298 · N300 · N321 · N322 · N324 · N329 · N389 · N394 · N395 · N396 · N397

N556 · N562 · N564 · N570 · N572 · N590 · N595 · N598 · N601 · N602 · N605 · N607 · N612 · N613 · N615 · N616 · N617 · N618 · N620 · N622 · N625 · N629 · N631 · N632 · N637 · N638 · N639 · N640 · N641 · N651 · N652 · N653 · N654 · N655 · N656 · N658 · N659 · N660 · N661 · N662 · N663 · N664 · N665 · N666 · N667 · N668 · N669 · N670 · N671 · N673 · N674 · N675 · N676 · N682 · N683 · N686 · N689 · N690 · N831 · N843

Voormalige provinciale wegen: N299 · N551 · N552 · N553 · N554 · N555 · N560 · N561 · N563 · N565 · N566 · N567 · N568 · N571 · N574 · N580 · N581 · N582 · N583 · N584 · N585 · N586 · N587 · N588 · N589 · N591 · N592 · N593 · N594 · N596 · N597 · N603 · N604 · N606 · N608 · N610 · N611 · N614 · N619 · N621 · N623 · N624 · N626 · N628 · N630 · N634 · N642 · N657